# Саморобна вогнепальна зброя
Саморобна вогнепальна зброя виготовляється в кустарних умовах, найчастіше — незаконно і як правило, є нетиповою.
Розрізняється видом будови і технологічними рішеннями, від вкрай примітивних до майже повноцінних зразків, які можна прирівняти до промислових.

#### Самопал

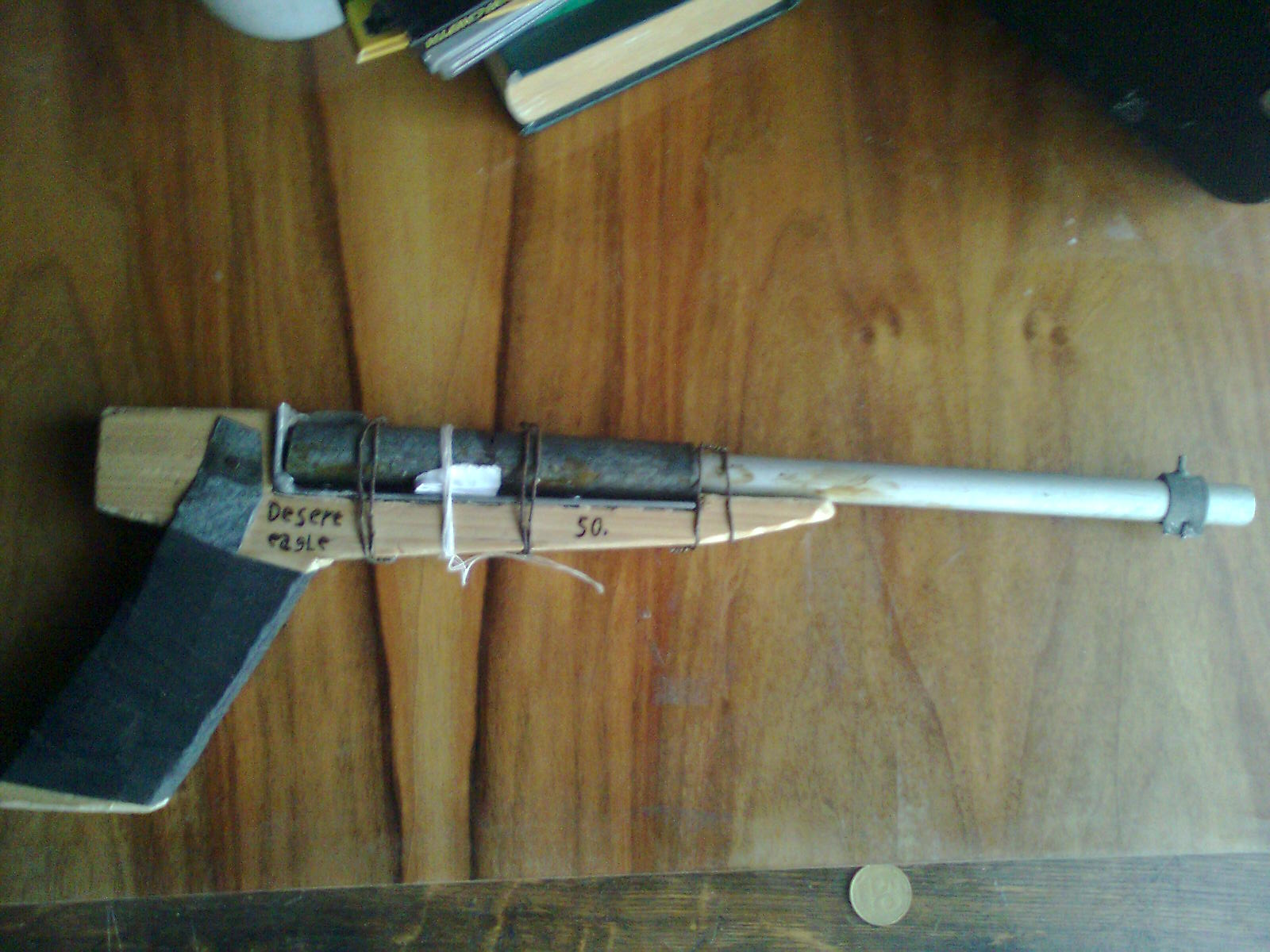
Підпал.

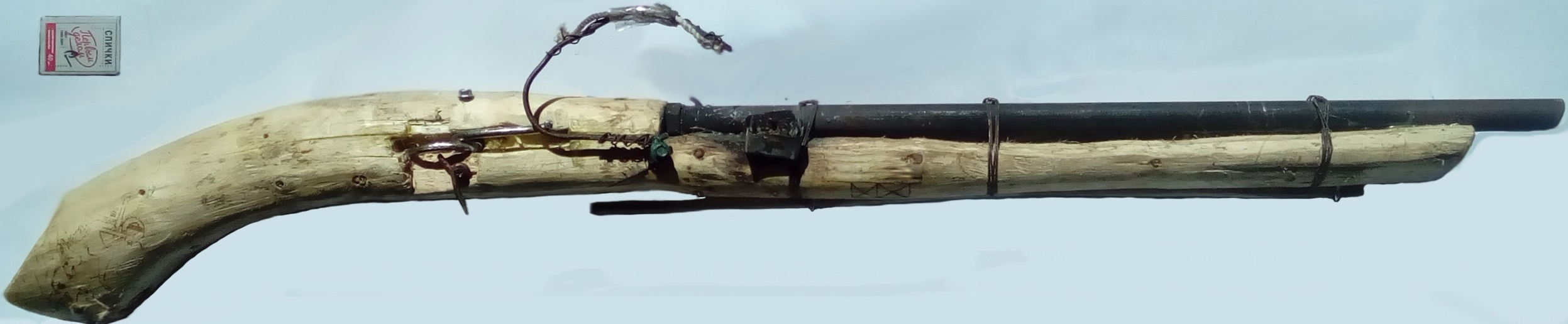
Саморобна дульнозарядна аркебуза з пружинним ґнотовим замком.

Самопал — саморобна вогнепальна зброя різноманітної конструкції. Далекобійний самопал називається «підпал». Це однозарядний пістолет шомпольного типу. Вбивча сила великокаліберного підпалу, наближається до вбивчої сили дробовиків. При дуловій енергії понад 300 Дж і калібрі більш як 10 мм відбій зброї може заподіяти травму руки. Дальність влучної стрільби по мішені 50×50 см не перевищує 5-7 м. Самопал може бути абсолютно будь-якої конструкції, від найпримітивнішої, схожої до перших ґнотових далекобійних пістолетів, до достатньо допрацьованої або навіть нової, з досконалими технічними рішеннями.

#### Самопал на патронах
Самопал на патронах набагато краща версія звичайного самопала. Такі саморобки часто виготовляють під монтажні патрони калібром 5,6 міліметра, до них потрібно просто припаяти саморобну кулю. Але використовують для самопалів ще різні калібри такі як: 9×18, 5×45,7×62 і дуже рідко 12×70 та 12×76. В таких самопалах дуже продумана система, затвори заміняють шпінгалети, курки заміняють гнуті цвяхи, замість бойка теж маленький цвяшок. Так все продумано, але і нерідко вони вибухають. Тому вони теж травматичні, але і вбити вони теж можуть.
Виникнення назви
У Середні віки самопалом називали ґнотові рушниці без замка, які заряджалися з дула. Оскільки замок коштував дорого, то ця зброя не мала його взагалі, а для запалу заряду застосовували ґніт, який носили окремо в руці.
Сучасні самопали конструктивно схожі з колишньою зброєю. Якщо саморобна зброя має ґнотовий замок, то самопалом вона вже не вважається.

## Кассам
«Кассам» — твердопаливний некерований реактивний снаряд «земля-земля» кустарного виробництва.
Використовується для обстрілів території Ізраїлю з території сектору Газа. Названий на ім'я аль-Кассама, впливового ісламського священнослужителя, керівника терористичної організації «Чорна рука» в Палестині. Перший «Кассам» піднявся в повітря в листопаді 2001 року в розпал Другої інтифади. Але лише в березні 2002 бойовикам вдалось дістатись до ізраїльського міста Сдерот. Відтоді більша частина ракет запускається в сторону Сдерота (відстань від кордонів сектору Газа — 4 км) або Ашкелона (9 км).

## У кіно
- Самопал під унітарний патрон дванадцятого калібру показаний у фільмі «Жага смерті 3».
- Виготовлення (зі шматка водопровідної труби, обрізка дошки та дроту) та застосування підпалу показано в одному з епізодів фільму «Брат 2».
- Саморобний пістолет фігурує в телесеріалі «Громови».
- Саморобний пістолет фігурує в телесеріалі «Людина зі звалища».
- Застосовуваний для проведення розбійних нападів саморобний револьвер під унітарний патрон був виготовлений токарем у фільмі «В Париж![ru]».

## У манзі
- З самопала стріляє божевільний фанат в манзі Battle Angel Alita[3].

## У літературі
- Самопал зі стволом з латунної трубки та вирізаної з дерева рукояткою використовує головний герой повісті Владислава Крапівіна «Літо скінчиться не скоро» Олександр Полушкін, щоб убити винного в смерті його батька бізнесмена.
- У повісті українського письменника А. Дімарова «Блакитна Дитина» головний герой змінює в одного самопала на армійську зірку.
- У повісті українського письменника Валентина Чемерис «Вітька + Галя, або Повість про перше кохання» головний герой використовує самопал на дуелі